# Торикио (Кјети)
Торикио (итал. Torricchio) је насеље у Италији у округу Кјети, региону Абруцо.
Према процени из 2011. у насељу је живело 61 становника. Насеље се налази на надморској висини од 462 м.